# Ambro
Ambro Suceava este o companie producătoare de hârtie și carton ondulat din România.
Compania este controlată de grupul francez Sical, care are o participație de 81,71%.
Compania a fost privatizată în 1996, fiind achiziționată de grupul francez Rossmann..
Inițial, acest grup de firme a deținut 56% din acțiunile Ambro, însă, ulterior, prin majorări repetate de capital, a devenit proprietarul fabricii.
Titlurile companiei s-au tranzacționat la categoria de bază a pieței Rasdaq, secțiunea XMBS, sub simbolul AMRO, iar în iunie 2009 a fost delistată de la bursă.
Număr de angajați în 2005: 1.028
Cifra de afaceri în primele nouă luni din 2007: 130,16 milioane lei (38,7 milioane euro)